# サム・ガイズ
「サム・ガイズ」(Some Guys Have All the Luck) は、ジェフ・フォートギャング (Jeff Fortgang) が書き、Billboard Hot 100 で 2回トップ40入りした楽曲で、1973年にパースエイダーズのバージョンが39位となり、1984年にはロッド・スチュワートのバージョンが10位となって、さらにアダルト・コンテンポラリーのチャートでも32位となった。
作者のフォートギャングは、1971年にイェール大学を卒業した後に音楽産業界で活動した3年間に多数の楽曲を書いた。2013年に至り、フォートギャングは、1970年代に自分が制作したデモ音源を集めた『All the Music in the World』と題したソロ・アルバムを発表したが、「サム・ガイズ」はこのアルバムには収録されていない。

## パースエイダーズのオリジナル
パースエイダーズのアルバム『Best Thing That Ever Happened to Me』から、シングル盤がリリースされた。この曲は彼らにとって最後の全米トップ40入りのヒットとなり、1973年12月に、R&Bチャートで最高7位、Billboard Hot 100 で最高39位となった。

### チャート
| チャート（1973–74年）                            | 最高位 |
| ------------------------------------------------ | ------ |
| カナダ カナダ・トップ・シングルズ（RPM）         | 64     |
| アメリカ合衆国 Billboard Hot 100                 | 39     |
| アメリカ合衆国 Billboard Hot R&B/Hip-Hop Singles | 7      |
| アメリカ合衆国 キャッシュボックス Top 100        | 39     |

## ロバート・パーマーのバージョン
1982年、イングランドの歌手ロバート・パーマーは、ライブ音源とスタジオ音源を合わせたアルバム『サム・ガイズ (Maybe It's Live)』からのシングル盤として、この曲をリリースした。このバージョンは、全英シングルチャートで最高16位まで上昇した。
パーマーのバージョンは、この曲の他のバージョンに比べると旋律にも歌詞にも相当の変更が加えられている。1989年にパーマーがマックス・ベル (Max Bell) に語ったところによると、「ちょうどムーン・マーティンと一緒に作業をしていた時に、「サム・ガイズ」を書いたんだ。彼に演奏してみせたところ、数日後に、道の向かい側のスタジオで誰かがこの曲を歌っているのを聞いたと言い出したんだが、僕自身まだ曲を仕上げていないのに、そんなことはあり得ないと思った。どういうことだったかというと、僕は無意識のうちにその曲を聴いていて、きっとオーストラリアのラジオか何かで、それに気づいていなかったのさ。僕が思い出したのは、タイトルの1行だけだった。」という。

### 評価
このバージョンが発表された際、『Smash Hits』誌のイアン・バーチ (Ian Birch) は、パーマーのバージョンを「思わず脚を動かしたくなるリズムと直接的な旋律の素晴らしい組み合わせ (a great combination of limb-loosening rhythm and immediate melody)」と評し、この曲は全英トップ5に入るだろうと予想した。『ビルボード』誌は、このバージョンを、「Every Kinda People」以来の「パーマーの最もエキサイティングなシングル盤のひとつ (one of Palmer's most enticing singles)」だと評した。『キャッシュボックス』誌は、「このカバーは、常に変化し続けるパーマーの新たな姿を描いてみせている。ここで彼は、ジャンプするエレクトロニック・ポッパーとなっている。(This cover paints yet another picture of the ever-changing Palmer. Here he plays a jumpy electronic popper)」とコメントした。

### チャート
| チャート（1982年）                                      | 最高位 |
| ------------------------------------------------------- | ------ |
| オーストラリア ケント・ミュージック・レポート           | 41     |
| ドイツ                                                  | 52     |
| ニュージーランド                                        | 49     |
| スウェーデン                                            | 7      |
| イギリス 全英シングルチャート (Official Charts Company) | 16     |
| アメリカ合衆国 ビルボード Top Rock Tracks               | 59     |

## ロッド・スチュワートのバージョン
イギリスのロック歌手ロッド・スチュワートは、オリジナルのパースエイダーズのバージョンから十年以上後になってから、この曲をカバーし、1984年のアルバム『カムフラージュ (Camouflage)』からの2枚目のシングル盤としてリリースした。このバージョンは、この曲の最大のヒットとなり、スチュワートの母国では全英シングルチャートの15位まで上昇した。アメリカ合衆国では、このシングルは Billboard Hot 100 で1984年10月に10位に達し、『キャッシュボックス』誌のトップ100チャートでも同月に16位となった。スチュワートのバージョンには、クラレンス・"フロッグマン"・ヘンリーの「Ain't Got No Home」のボーカル・リフレインが組み込まれている。
ロッド・スチュワートは、2003年のライブ・コンサート以降、パーマーのスタイルを用いた演出を始めたが、これは死去したパーマーへの敬意を表したもので、「サム・ガイズ」に続けて「恋におぼれて (Addicted to Love)」を演奏し、その際、女性のバック・ボーカリストたちが、パーマーの特異なビデオを同じようにお揃いの衣装で現れるというものである。

### チャート
| チャート（1984年）                                      | 最高位 |
| ------------------------------------------------------- | ------ |
| オーストラリア ケント・ミュージック・レポート           | 95     |
| カナダ                                                  | 16     |
| ドイツ                                                  | 58     |
| アイルランド                                            | 11     |
| イギリス 全英シングルチャート (Official Charts Company) | 15     |
| アメリカ合衆国 ビルボード Billboard Hot 100             | 10     |
| アメリカ合衆国 ビルボード Top Rock Tracks               | 27     |
| アメリカ合衆国 キャッシュボックス Top 100               | 16     |

## その他のおもなカバー
ザ・シェイカーズ (the Shakers)は、デビュー・アルバム『Yankee Reggae』 (Elektra, 1976) にこの曲を収録し、45回転シングル盤としてもリリースした。
レゲエ・アーティストのジュニア・タッカーは、1980年にアイランド・レコードからこの曲をリリースした。批評家ロバート・クリストガウは、十代だったジュニア・タッカーによる「甘美に打ちのめされた (sweetly devastated)」バージョンは「必聴 (must-hear)」だとし、このバージョンをロバート・パーマーのバージョンと比較して、タッカーこそが、この曲を「所有していた (owned)」のであり、それは「恋におぼれて」をソニック・ユースのキム・ゴードンが所有していたのと同じことだと述べている。
ルイーズ・マンドレルは、1985年に、この曲のカントリー・ミュージックのバージョンを吹き込み、歌詞を女性の視点からのものに変え、曲名も「Some Girls Have All the Luck」とした。マンドレルのバージョンは、1986年に『ビルボード』誌の Hot Country Singles チャートで22位まで上昇した。このバージョンにはミュージック・ビデオも制作された。
マキシ・プリーストは、この曲を1987年のアルバム『Maxi』に収録した。
このほか、この曲を録音したアーティストたちの中には、多数のレゲエ・アーティストたちがおり、デリック・ハリオットや、カメラ・オブスキュラ、ジェイコブ・ミラー、ジャッジ・ドレッド、ザ・シェイカーズなどが含まれている。2017年、カナダのポップ歌手マット・フォーブス (Matt Forbes) は、スチュワートのバージョンをカバーし、それに1980年代はじめのヨット・ロック・サウンドに示唆を得た編曲を加えた。